# Ahnidzor
Ahnidzor (Armeens: Ահնիձոր) is een plaats in Armenië. Deze plaats ligt in de marzer (provincie) Lori. Deze plaats ligt 84 kilometer (hemelsbreed) van de Jerevan (de hoofdstad van Armenië) af. 